# Diplurodes recticommata
Diplurodes recticommata är en fjärilsart som beskrevs av Swinhoe 1903. Diplurodes recticommata ingår i släktet Diplurodes och familjen mätare. Inga underarter finns listade i Catalogue of Life.